# Carlos Löeffel
Carlos Walter Löeffel (General Roca, provincia de Córdoba (Argentina); 28 de abril de 1926-Leones, provincia de Córdoba (Argentina); 24 de febrero de 2000) fue un piloto argentino de automovilismo. Desarrolló su carrera deportiva de manera casi íntegra, en la categoría Turismo Carretera, donde cosechó una gran cantidad de triunfos. Compitió también en la categoría Fórmula 1 Mecánica Argentina, donde también obtuvo buenos resultados.
Había debutado en el año 1947 en categorías de Fuerza Limitada y en 1961, sufrió un accidente que le valió la amputación de su pierna izquierda, motivo por el cual estuvo 4 años parado, no pudiendo retornar a las competencias durante ese período. Su regreso se produjo finalmente en el año 1964, compitiendo en el Turismo Carretera, al comando de un Chevrolet Master. Compitió también con unidades de la marca Dodge, siendo el único piloto en ganar una competencia con una unidad Valiant II.
Falleció el 24 de febrero de 2000, luego de sufrir un siniestro automovilístico, en cercanías de la localidad cordobesa de Leones, al derrapar y volcar la camioneta en la que viajaba.

## Biografía
Nació el 28 de abril de 1926 en la localidad cordobesa de General Roca, sus padres eran colonos alemanes que se habían instalado en esa localidad, para luego trasladarse a Marcos Juárez. Allí, Carlos viviría una infancia bastante sacrificada, trabajando hasta los 20 años. A los 21, administraría un campo, comenzando lo que sería su segunda gran pasión: la actividad agropecuaria. Asimismo, iniciaría su afición al automovilismo, siguiendo las competencias de Juan Manuel Fangio, de quien se consideraba su admirador.
Su carrera como automovilista la comenzó a escribir a fines de la década del '40, cuando tras conocer a Secundino Pratts, se asoció a este para lograr la compra de un Ford T de competición, por el saldo de $500. Con este vehículo iniciaría sus primeras armas en el automovilismo. Más tarde, le adquiriría un chasis a Alfredo Pian, con el cual debutaría en la Fórmula 1 Mecánica Argentina. En esta categoría, equiparía su coche con un motor Chevrolet con el que participaría, hasta el 21 de junio de 1961, fecha en la que sufre un duro siniestro en el circuito de Río Cuarto, volcando con su unidad. Este accidente, le provocaría a Löeffel la amputación de su pierna izquierda, con la cual usualmente se efectúan los movimientos de embragado. A partir de ese momento, comenzaría a utilizar una pierna ortopédica.
Tras la salida de su operación, Löeffel pretendió retornar a la competición, más precisamente en el Turismo Carretera, sin embargo, tras varias reuniones de junta médica, no conseguiría la habilitación deseada para competir. A pesar de ello, continuaría compitiendo en la Mecánica Nacional, demostrando que aun en desventaja física, podía seguir compitiendo.
Tras varias idas y vueltas, finalmente un decreto emitido por el intendente Francisco Rabanal  en 1964, le reabrió las puertas del Turismo Carretera. En su retorno a la competencia, Löeffel recibiría prestada una coupé Chevrolet Master propiedad de Mario Tarducci, con la cual se reestrenó en el Gran Premio Dos Océanos, donde punteó en la primera etápa. Más tarde, se presentó a competir en la Vuelta de Ensenada, donde además de demostrar que estaba apto para competir, aun en desventaja física, terminó ganando dicha competencia. A partir de ese entonces, comenzaba a hacerse conocido el apellido Löeffel en el ambiente del TC, no solo por su particularidad física, sino también por su estilo de competir yendo casi sin frenar y tomando los pasos a nivel y reductores, sin aminorar la velocidad. Por tan extrema forma de conducir, se ganó el mote de "El Loco", aunque también debido a sus raíces alemanas, era conocido como "Tío Fritz" o "El alemán". Otro apodo poco agraciable, tenía que ver con su prótesis, siendo llamado "Pata de Palo".
Con el Chevrolet ganó ocho competencias, siendo la Vuelta de Ensenada donde más veces repitió el éxito, en 1964, 1965 y 1966. También ganó con esta unidad, las Vueltas de Hughes, Triángulo del Oeste, Olavarría, San Nicolás y Tandil, todas en 1965. También en esos años y decidido a continuar su carrera en el TC, le cedió su monoplaza de Mecánica Nacional al tucumano Nasif Estéfano, quien se había quedado sin coche tras regresar de unas pruebas en Europa, ante el retiro que le hicieran los dueños de la unidad con la que competía. Con esta acción, Löeffel contribuyó indirectamente a que Estéfano se lleve dos campeonatos de Mecánica Nacional, en 1963 y 1964.
Tras el torneo de 1966, decidió parar momentáneamente retornando en el año 1970, pero en esta oportunidad, convocado por la Comisión de Carreras de Concesionarios Chrysler, para formar parte del primer equipo oficial de la marca de la pentastar, acompañando a Juan Manuel Bordeu. Entre 1970 y 1971, condujo un Valiant II, obteniendo una nueva victoria el 19 de septiembre de 1971 en la Vuelta de Chivilcoy, en lo que significó la primera y única victoria del modelo Valiant en la categoría. Finalmente, en 1972 pasó a competir con una novedosa coupé Dodge GTX, con la que alcanzaría su última victoria el 15 de mayo de 1972 en la Vuelta de 25 de mayo, para luego retirarse de la actividad el 17 de diciembre de ese año, en la Vuelta de Zapala.
Tras ese retiro, Löeffel volvería a dedicar su vida a la actividad agropecuaria, administrando su propia hacienda. Finalmente, tras varios años de trabajo, falleció en el año 2000, debido a un accidente automovilístico, a la altura de la localidad de Leones, en la provincia de Córdoba. Contaba en ese entonces con 73 años de edad. Su cuerpo fue velado en la sede de la empresa Toneatto en Marcos Juárez, Córdoba, en cuyo cementerio posteriormente recibió sepultura.

## Victorias en el TC
| #  | Fecha                     | Competencia                    | Marca            | Promedio |
| -- | ------------------------- | ------------------------------ | ---------------- | -------- |
| 1  | 05 de julio de 1964       | Vuelta de Ensenada             | Chevrolet Master | 172.160  |
| 2  | 17 al 18 de abril de 1965 | Vuelta de Hughes               | Chevrolet Master | 172,542  |
| 3  | 16 de mayo de 1965        | Vuelta de Ensenada             | Chevrolet Master | 178,509  |
| 4  | 05 de septiembre de 1965  | Vuelta del Triángulo del Oeste | Chevrolet Master | 186,302  |
| 5  | 12 de septiembre de 1965  | Vuelta de Olavarría            | Chevrolet Chevy  | 188,261  |
| 6  | 26 de septiembre de 1965  | Vuelta de San Nicolás          | Chevrolet Master | 184,057  |
| 7  | 14 de noviembre de 1965   | Vuelta de Tandil               | Chevrolet Master | 170,294  |
| 8  | 08 de mayo de 1966        | Autódromo de Buenos Aires *    | Chevrolet Master | 136,337  |
| 9  | 19 de septiembre de 1971  | Vuelta de Chivilcoy            | Valiant II       | 210,519  |
| 10 | 14 de mayo de 1972        | Vuelta de 25 de Mayo           | Dodge GTX        | 178,603  |

Total: 10 carreras ganadas entre 1964 y 1972.
(*): La Vuelta de Ensenada de 1966 fue organizada por el Club Social y Deportivo Alumni Ensenadense y desarrollada en el Autódromo Municipal "17 de Octubre" (hoy, Autódromo Oscar y Juan Gálvez).